# Бернабе, Паскаль
Паскаль Бернабе — родился 31 января 1965 года в Марселе. Это французский технический дайвер, достигший максимальной глубины погружения в открытой воде. Рекорд носит неофициальный характер, в связи с тем что по версии Книги рекордов Гиннесса рекордсменом является Нуно Гомес. Дальнейшей регистрации рекордов в данном виде достижений больше не ведётся из-за большой опасности для здоровья и жизни.

## Мировой рекорд
Погружение состоялось 5 июля 2005 года в Проприано, Корсика. Глубины в 330 метров Бернабе достиг за 10 минут, однако общее время погружения составило 8 часов 49 минут — более восьми часов ушло на всплытие и декомпрессию. К установлению рекорда Паскаль готовился три года. Изначально планировалось погружение до отметки 320 метров, но вследствие растяжения верёвки она сместилась на 10 метров ниже. Вот как он сам описывает погружение:
Было страшно, хотя подстраховался я по максимуму — воздуха было более, чем достаточно. Еще очень болело ухо, поэтому ни о чём другом я думать не мог. Очень хотелось поскорей всплыть. Радость я начал испытывать уже находясь на декомпрессии ближе к поверхности.
Команда поддержки состояла из 30 человек, 12 из которых находились под водой. Во время погружения один из фонарей не выдержал большого давления и взорвался. В результате чего Паскаль получил травму уха.

## Деятельность
Участвует в погружениях фридайверов в качестве члена страховочной команды находящейся под водой (саппорт-дайвер).
- 12 октября 2002 года был основным дайвером поддержки при совершении попытки рекордного погружения фридайвера Одри Местре, окончившейся трагически. Его позиция находилась в конечной точке погружения на глубине 171 метр. Когда Одри достигла данной отметки и следовало начинать подъём на лифт-бэге, у неё возникли технические проблемы. Паскаль сопровождал её к поверхности, сколько позволяла ситуация.

Являясь инструктором TDI и IANTD, проводит обучение техническому дайвингу, участвует в мастер-классах (в том числе, приезжая в Россию), а также участвует в составлении декомпрессионных таблиц и разработке газовых смесей для погружения на большую глубину.
В соавторстве с Патрисом Стразера (Patrice Strazzera) и Франсуа Браном (François Brun) является автором книги «Путеводитель по Техническому Дайвингу» (оригинальное название — фр. Le guide de la plongée Tek).